# Alfabeto demótico

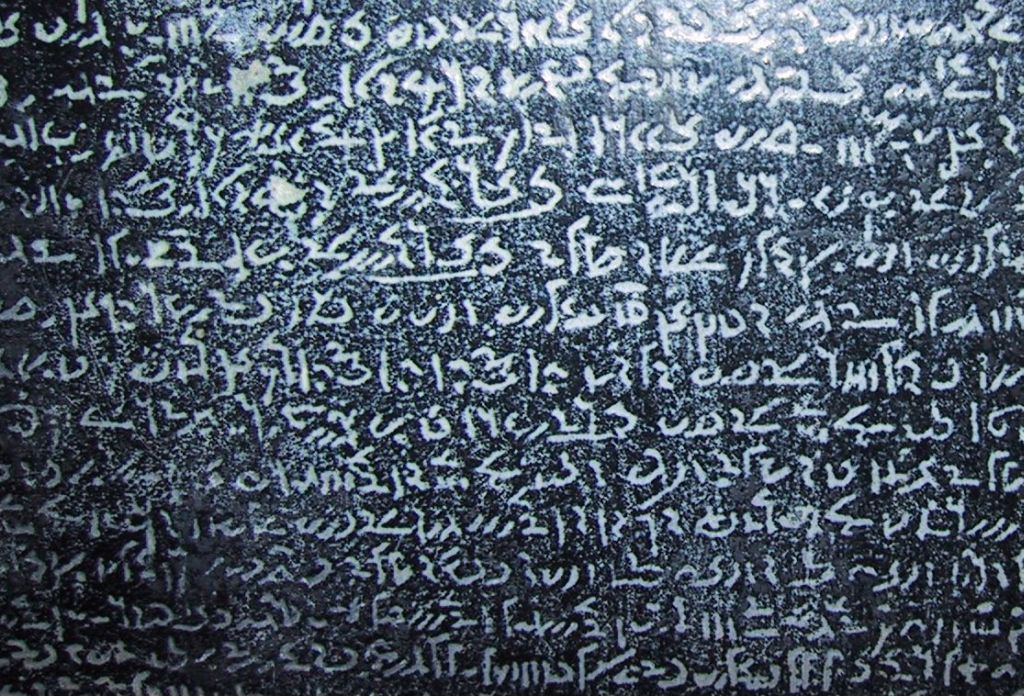
Inscripciones en demótico en la Piedra de Rosetta.

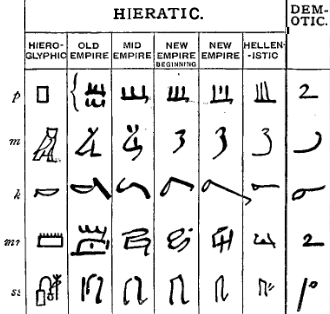
Algunos signos de las escrituras jeroglífica, hierática y demótica.

Los signos demóticos eran los empleados en la caligrafía demótica que siguió a la escritura hierática en el Antiguo Egipto como última etapa de escritura. Tras su introducción, la escritura hierática se siguió usando por motivos religiosos, mientras que la escritura ideográfica demótica se usaba con fines económicos y en textos literarios.
Se comenzó a utilizar alrededor del 660 a. C. y se convirtió en la escritura dominante del Antiguo Egipto cerca del 600 a. C. A inicios del siglo IV comenzó a ser reemplazado por el alfabeto griego. El último uso que se conoce es en el año 451, sobre los muros del templo de File. "Demótico" ('del pueblo') es un término acuñado por Heródoto y hay que distinguirlo del "demótico" griego.

## Signos Unitelares y transcripción
como su egipcio progenitor, El Demótico tiene un set de signos "uniliteral" o "alfabético"  que podría ser utilizado para fonemas individuales. Estos son los signos más comunes en egipcio demótico, haciendo en el medio un tercio y un medio de todos los signos de todos los textos; palabras extranjeras son también escritas exclusivamente con estos signos Luego (Período Romano) los textos usan estos signos más frecuentemente.
La tabla debajo da una lista de signos unitelares con transcripción, su origen hieroglífico, las Letras Cópticas derivan de estos y sus usos.
| A |

| A |

| i |

| i |

| W | i |

| W | i |

| aA · Y1 · a |

| aA · Y1 · a |

| a |

| a |

| W | i | i |

| W | i | i |

| wA |

| wA |

| w |

| w |

| Z3 |

| Z3 |

| Z1 · H_SPACE | bA |

| Z1 · H_SPACE | bA |

| W | b |

| W | b |

| p |

| p |

| f |

| f |

| m |

| m |

| n · W · nw |

| n · W · nw |

| n |

| n |

| rw |

| rw |

| r |

| r |

| A2 | i |

| A2 | i |

| Z1 | rw |

| Z1 | rw |

| h |

| h |

| H |

| H |

| bH · Y1 |

| bH · Y1 |

| x |

| x |

| x · y |

| x · y |

| M12 |

| M12 |

| X |

| X |

| s |

| s |

| Z5 · Y1 | Z1 | Aa18 |

| Z5 · Y1 | Z1 | Aa18 |

| z |

| z |

| t | s |

| t | s |

| SA |

| SA |

| S |

| S |

| q |

| q |

| k |

| k |

| Z1 | kA |

| Z1 | kA |

| g |

| g |

| t |

| t |

| D37 · t |

| D37 · t |

| n · t |

| n · t |

| i | ti |

| i | ti |

| ti |

| ti |

| D51 · D40 |

| D51 · D40 |

| A | DA |

| A | DA |

| DA |

| DA |

| D |

| D |